# Luigi Bressan
Luigi Bressan (ur. 9 lutego 1940 w Sarche) – włoski duchowny katolicki, arcybiskup Trydentu w latach 1999–2016.

## Życiorys
28 czerwca 1964 otrzymał święcenia kapłańskie. W 1967 rozpoczął przygotowanie do służby dyplomatycznej na Papieskiej Akademii Kościelnej.
3 kwietnia 1989 został mianowany przez Jana Pawła II nuncjuszem apostolskim w Pakistanie oraz arcybiskupem tytularnym Severiana. Sakry biskupiej 18 czerwca 1989 r. udzielił mu ówczesny Sekretarz Stanu Agostino Casaroli.
26 lipca 1993 został przeniesiony do nuncjatury w Singapurze, będąc równocześnie akredytowanym w Tajlandii, Malezji, Laosie, Birmie i Kambodży.
25 marca 1999 wrócił do rodzinnej diecezji zostając arcybiskupem Trydentu.
10 lutego 2016 przeszedł na emeryturę, a jego następcą został prałat Lauro Tisi.